# Wodolubek
Wodolubek (Enochrus) – rodzaj chrząszczy z rodziny kałużnicowatych i podrodziny Enochrinae. Kosmopolityczny. Obejmuje około 230 opisanych gatunków. W zapisie kopalnym znany od eocenu.

## Morfologia

### Owad dorosły

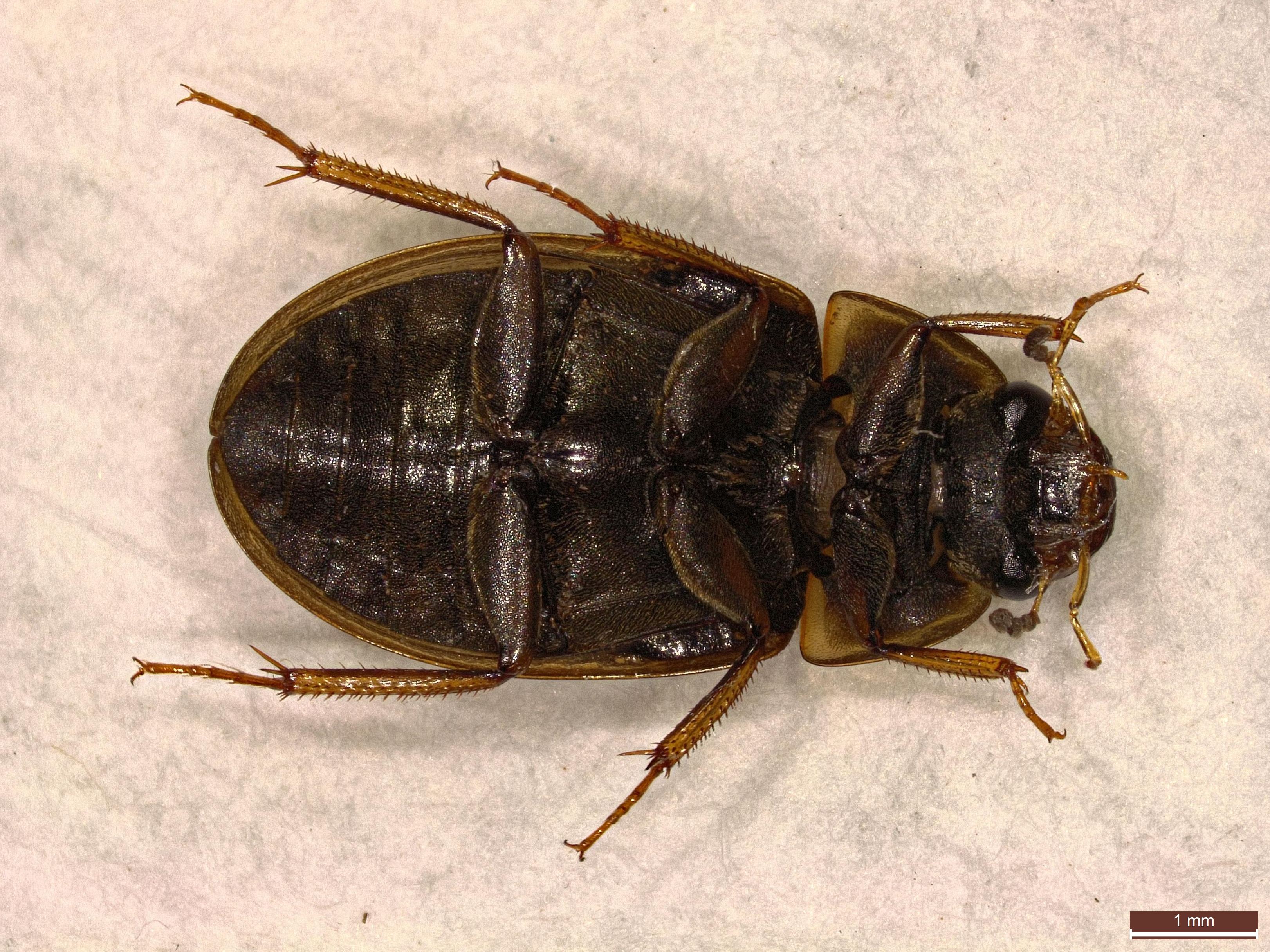
Enochrus bicolor, widok od spodu

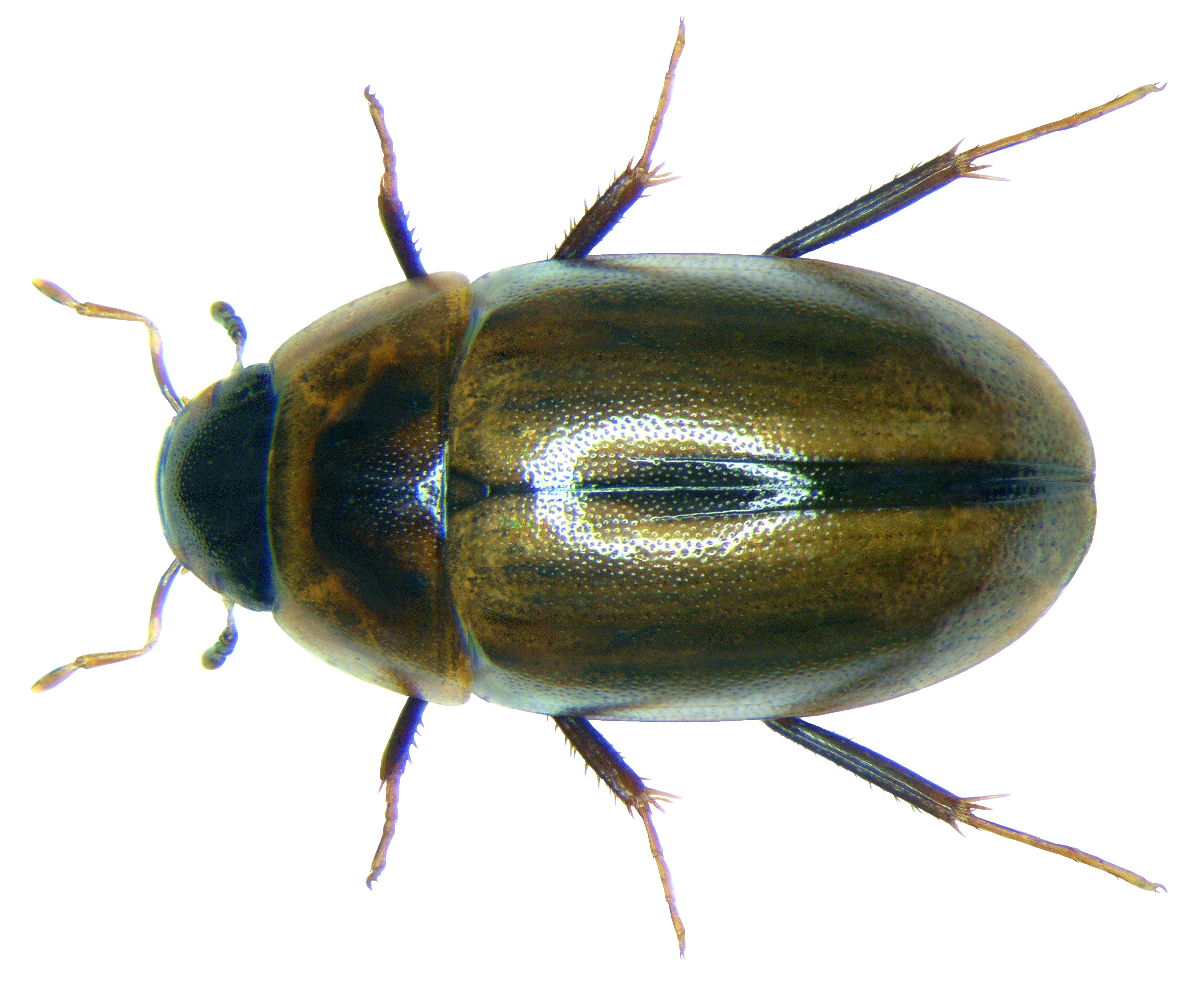
Enochrus coarctatus

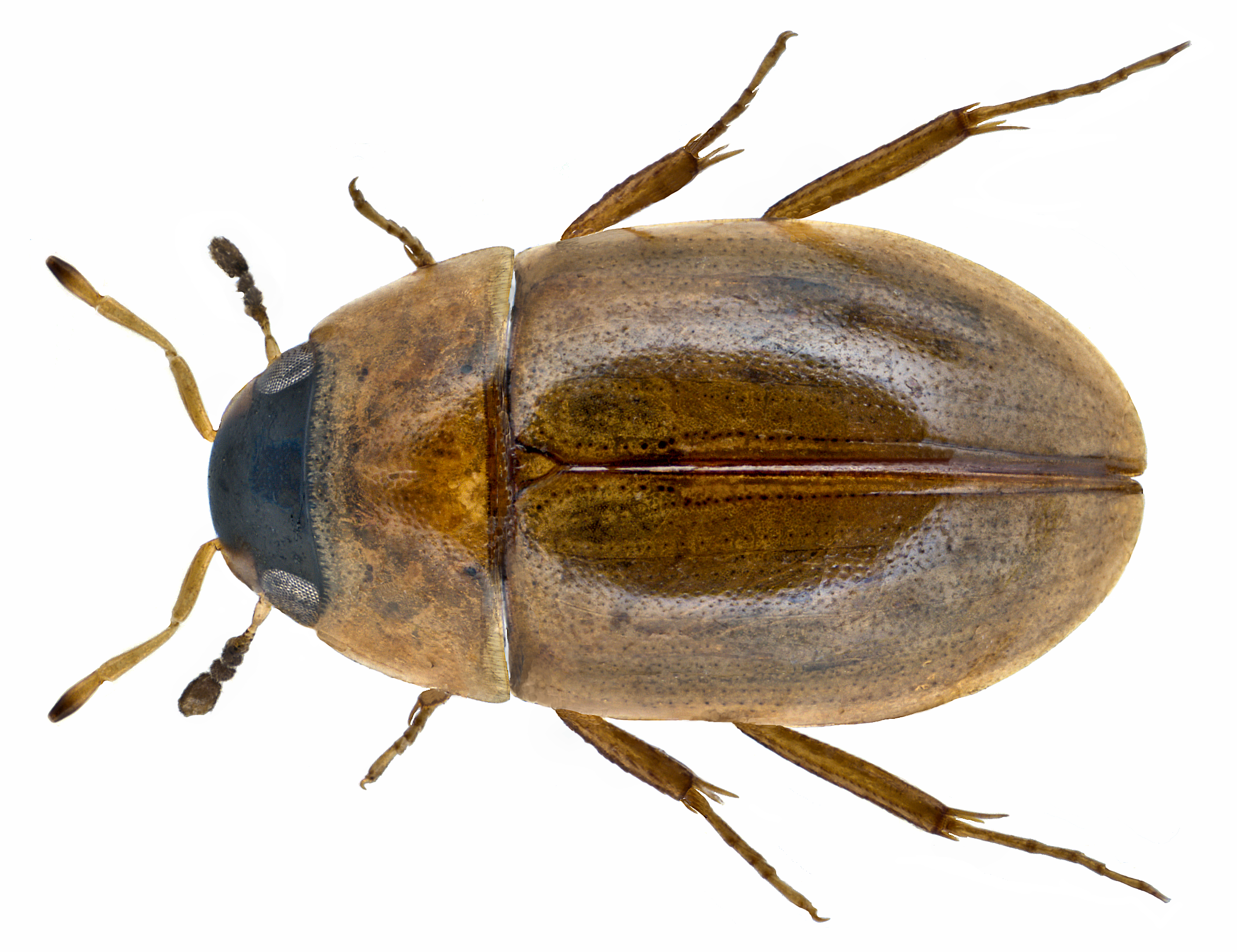
Enochrus esuriens

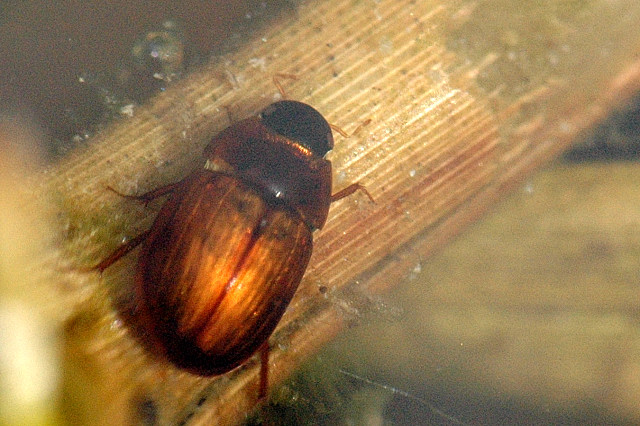
Enochrus testaceus

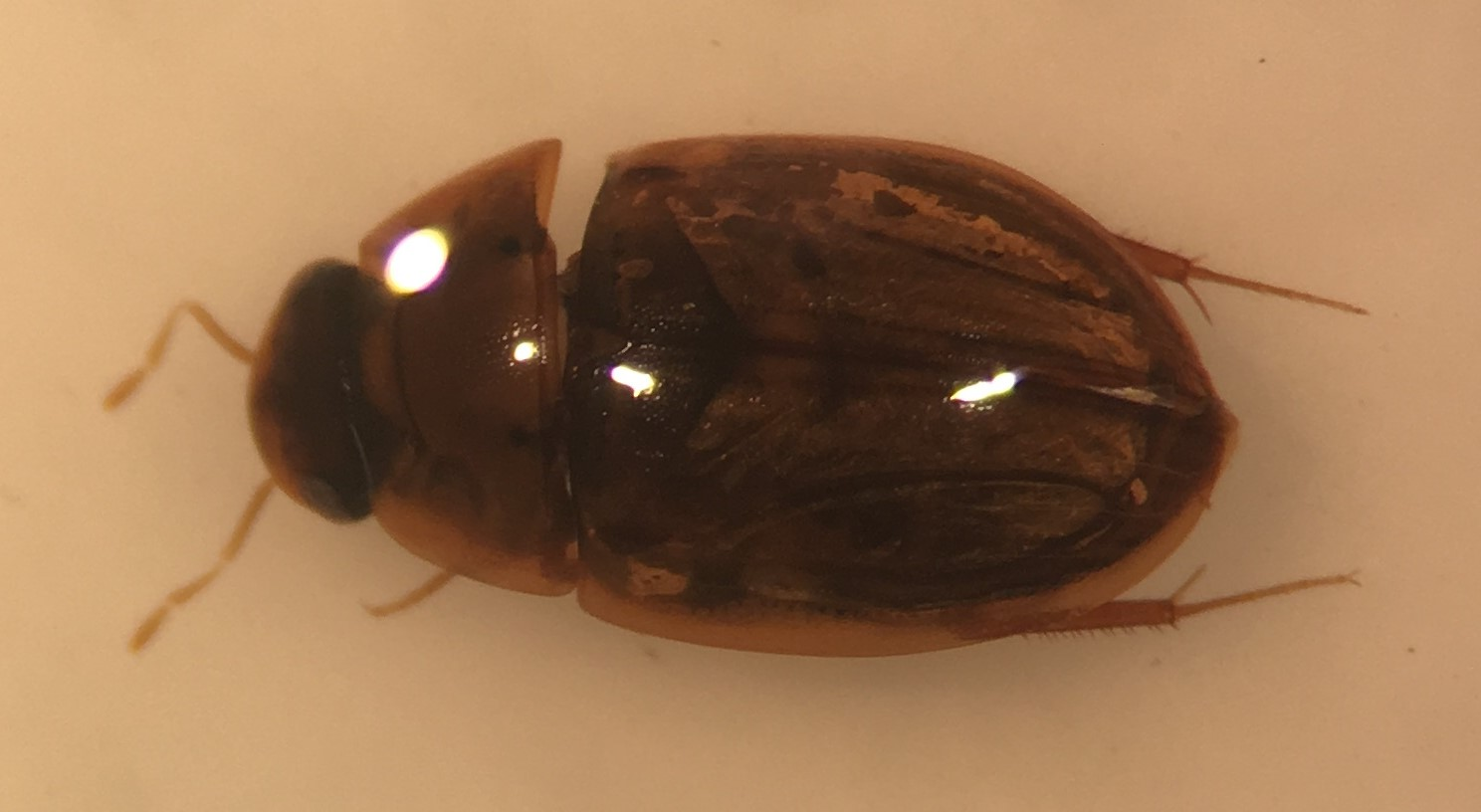
Enochrus ochraceus

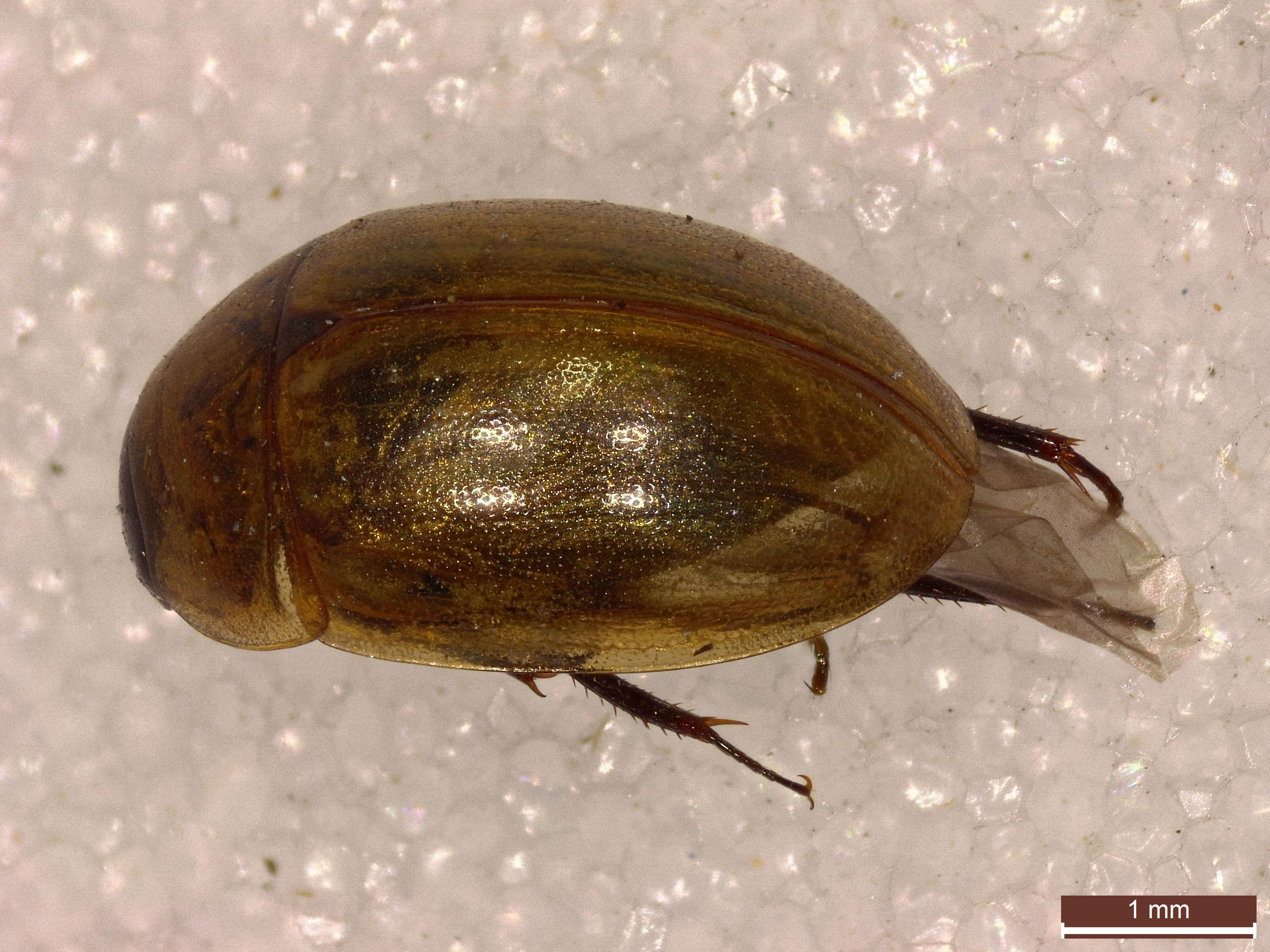
Enochrus melanocephalus

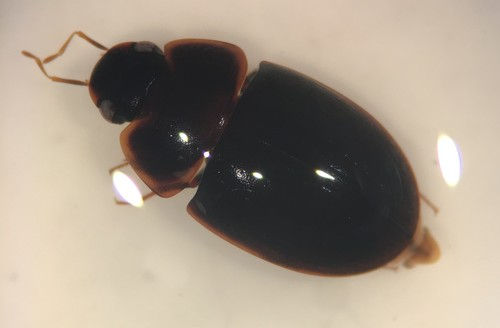
Enochrus consortus

Chrząszcze o podługowato-owalnym, umiarkowanie wysklepionym ciele długości od 1,6 do 9,1 mm. Ubarwienie miewają od jasnego z ciemnymi głową i środkiem przedplecza po całkowicie czarne.
Głowa ma przeciętnych rozmiarów oczy. Nadustek ma przednią krawędź wykrojoną, a dobrze zesklerotyzowana warga górna i błona łącząca ją z nadustkiem są odsłonięte. Czułki buduje dziewięć członów, z których trzy ostatnie formują buławkę. Głaszczki szczękowe mają człon drugi prosty lub dozewnętrznie zakrzywiony, w tym drugim przypadku będąc zygzakowatymi, a człon trzeci u podstawy kątowo wcięty po stronie wewnętrznej.
Przedplecze jest wyraźnie szersze niż dłuższe. Tarczka jest dobrze widoczna, z tyłu zaostrzona. Pokrywy mają silnie wgłębione rzędy przyszwowe, natomiast pozostałych rzędów dużych punktów brak; obecne mogą być jedynie nieliczne, nieregularne szeregi punktów szczecinkowych (trichobotrii). Powierzchnia przedpiersia jest płaska lub wyżłobiona poprzecznym rowkiem. Zarys śródpiersia jest trójkątny lub w przedniej części szeroki z równoległymi bokami. Na środku śródpiersia znajduje się kil lub stożkowaty wyrostek. Odnóża wszystkich par mają spody ud z wyjątkiem samych szczytów porośnięte gęstym owłosieniem hydrofobowym oraz pięcioczłonowe stopy. Na powierzchni stóp albo nie ma włosków pływnych wcale, albo występuje kilka długich grzbietowych szczecinek pływnych.
Na spodzie odwłoka widocznych jest pięć sternitów (od trzeciego do siódmego), z których ostatni z wyjątkiem podrodzajów Lumetus i Holcophilydrus ma tylną krawędź wykrojoną lub ściętą. Genitalia samca zawierają niezmodyfikowany, trójpłatowy edeagus.

### Larwa
U larwy głowa ma szwy czołowe ku tyłowi zbieżne, ustawione w kształt litery „V” lub „U” oraz krótki, ale zawsze wykształcony szew koronalny. Przednia krawędź głowy ma niewielkie, niesymetryczne adnasalia nienachodzące na zwykle lekko niesymetryczne nasale, które to zaopatrzone może być w od sześciu wyraźnych zębów po liczne niewyraźne, drobne, nieregularne ząbki. Żuwaczka prawa zawsze ma dwa zęby na krawędzi wewnętrznej, lewa zaś ma jeden lub dwa zęby. Szczęki odznaczają się palpiferem znacznie krótszym od głaszczka szczękowego. Wargę dolną charakteryzuje wyraźnie wykształcony, ale znacznie krótszy od głaszczków szczękowych i głaszczków wargowych języczek. Odwłok nie ma skrzelotchawek, a na jego wierzchołku znajduje się zamykany przedsionek z przetchlinkami (larwa metapneustyczna). U podrodzaju Methydrus segmenty odwłokowe od drugiego do siódmego dysponują posuwkami.

## Ekologia i występowanie
Chrząszcze wodne, ląd wykorzystujące tylko w stadium poczwarki. Larwy i postacie dorosłe zamieszkują wody stojące lub strefę przybrzeżną wód wolno płynących. Znajdywane są m.in. w rzekach, stawach, lagunach i bajorkach. Osobniki dorosłe często przylatują do sztucznych źródeł światła.
Rodzaj kosmopolityczny. W krainie palearktycznej stwierdzono 54 gatunki, w tym 22 w Europie. W Polsce wykazano 11 gatunków (zobacz: kałużnicowate Polski). W Australii odnotowano 14 gatunków, w tym 10 endemicznych.

## Taksonomia i ewolucja
Takson ten wprowadzony został w 1859 roku przez Carla Gustafa Thomsona. Gatunkiem typowym wyznaczono Hydrophilus bicolor zdefiniowanego w sensie użytym przez Leonarda Gyllenhala w 1808 roku i odpowiadającego tym samym opisanemu w 1792 roku przez Guillaume’a-Antoine’a Oliviera Hydrophilus melanocephalus. W bazującym na analizie morfologicznej systemie Michaela Hansena z 1991 roku omawiany rodzaj zaliczano do podplemienia Acidocerina w obrębie szeroko rozumianych Hydrophilini. Rewizji systematyki kałużnicowatych dokonali w 2013 roku Andrew E.Z. Short i Martin Fikáček na podstawie obszernej analizy molekularnej i omawiany rodzaj przenieśli do nowej podrodziny Enochrinae.
Według wyników analizy filogenetycznej Andrew E.Z. Shorta i Martina Fikáčka z 2013 roku Enochrus zajmuje pozycję siostrzaną dla Notionotus, jednak w analizie tej nie uwzględniono rodzaju Enochrella.
W zapisie kopalnym przedstawiciele rodzaju znani są od eocenu.
Do rodzaju tego zalicza się około 230 opisanych gatunków, zgrupowanych, z wyjątkiem kilku, w sześciu podrodzajach:
- podrodzaj: Enochrus (Enochrus) Thomson, 1859
  - Enochrus carinatus (LeConte, 1855)
  - Enochrus cribrosus (Régimbart, 1903)
  - Enochrus cuspidatus (LeConte, 1878)
  - Enochrus fallax Orchymont, 1925
  - Enochrus mediastinus J. Balfour-Browne, 1959
  - Enochrus melanocephalus (Olivier, 1792)
  - Enochrus mexicanus (Sharp, 1882)
  - Enochrus pellax J. Balfour-Browne, 1958
  - Enochrus peregrinus Knisch, 1922
  - Enochrus piceus Miller, 1964
- podrodzaj: Enochrus (Holcophilydrus) Knisch, 1911
  - Enochrus curtus J. Balfour-Browne, 1958
  - Enochrus hybridus Hebauer, 2005
  - Enochrus kishidai Kamiya, 1935
  - Enochrus laoticus Hebauer, 2005
  - Enochrus niisatoi Minoshima, 2017
  - Enochrus parumstriatus Hebauer, 2005
  - Enochrus seriatus (Régimbart, 1903)
  - Enochrus simulans (Sharp, 1873)
  - Enochrus umbratus (Sharp, 1884)
  - Enochrus ussuriensis Eltringham, 1912
- podrodzaj: Enochrus (Hugoscottia) Knisch, 1922
  - Enochrus andinus (M. García, 2000)
  - Enochrus breviusculus (Bruch, 1915)
  - Enochrus collarti Mouchamps, 1956
  - Enochrus concepcionensis Moroni, 2000
  - Enochrus conwayi Mouchamps, 1956
  - Enochrus darwini (Knisch, 1922)
  - Enochrus emeritensis (M. García, 2000)
  - Enochrus fulvipes (Solier, 1849)
  - Enochrus gentilis (Knisch, 1922)
  - Enochrus orchymonti Mouchamps, 1956
  - Enochrus peruvianus Orchymont, 1941
  - Enochrus plicatus Short, 2005
  - Enochrus schubarti Orchymont, 1943
  - Enochrus scutellaris (Bruch, 1915)
  - Enochrus sesquilongus Mouchamps, 1956
  - Enochrus talamanca Short, 2005
  - Enochrus tremolerasi (Knisch, 1922)
  - Enochrus variegatus (Steinheil, 1869)
  - Enochrus vicinus (Solier, 1849)
- podrodzaj: Enochrus (Hydatotrephis) Macleay, 1871
  - Enochrus aberratus Hebauer, 1995
  - Enochrus bachmanni Fernández, 1995
  - Enochrus liangi Jia, Fenglong & Shuang Zhao, 2007
  - Enochrus mastersii W.J. Macleay, 1871
- podrodzaj: Enochrus (Lumetus) Zaitzev, 1908
  - Enochrus asiaticus (Kuwert, 1893)
  - Enochrus ater (Kuwert, 1888)
  - Enochrus bicolor (Fabricius, 1792)
  - Enochrus blazquezae Arribas & Millán, 2013
  - Enochrus calabricus (Ferro, 1986)
  - Enochrus concii Chiesa, 1965
  - Enochrus convexius Satô, 1977
  - Enochrus coriaceus (Chevrolat, 1863)
  - Enochrus crassus (Régimbart, 1903)
  - Enochrus diffusus (LeConte, 1855)
  - Enochrus falcarius Hebauer, 1991
  - Enochrus ferrugineus (Motschulsky, 1849)
  - Enochrus fragiloides Orchymont, 1925
  - Enochrus fuscatus (Motschulsky, 1861)
  - Enochrus fuscipennis (C.G. Thomson, 1884)
  - Enochrus halophilus (Bedel, 1878)
  - Enochrus hamifer (Ganglbauer, 1901)
  - Enochrus hamiltoni (Horn, 1890)
  - Enochrus hispanicus (Kuwert, 1888)
  - Enochrus iteratus (Sharp, 1890)
  - Enochrus jesusarribasi Arribas & Millán, 2013
  - Enochrus longiusculus (Régimbart, 1903)
  - Enochrus marginicollis (Régimbart, 1903)
  - Enochrus ochropterus (Marsham, 1802)
  - Enochrus pigrans Knisch, 1925
  - Enochrus politus (Küster, 1849)
  - Enochrus quadrinotatus (Guillebeau, 1896)
  - Enochrus quadripunctatus (Herbst, 1797)
  - Enochrus reflexipennis (C. Zimmermann, 1869)
  - Enochrus risii Arribas & Millán, 2013
  - Enochrus rufrenus Orchymont, 1943
  - Enochrus sagrae Knisch, 1924
  - Enochrus salomonis (J. Sahlberg, 1900)
  - Enochrus segmentinotatus (Kuwert, 1888)
  - Enochrus sinuatus d'Orchymont, 1937
  - Enochrus subsignatus (Harold, 1877)
  - Enochrus testaceus (Fabricius, 1801)
  - Enochrus turanicus Schödl, 1998
- podrodzaj: Enochrus (Methydrus) Rey, 1884
  - Enochrus abditus (Sharp, 1884)
  - Enochrus aequalis (Sharp, 1882)
  - Enochrus affinis (Thunberg, 1794)
  - Enochrus alberti J. Balfour-Browne, 1950
  - Enochrus aliciae Watts, 1998
  - Enochrus alluaudi (Régimbart, 1906)
  - Enochrus amurensis Hebauer, 1995
  - Enochrus anticus (Régimbart, 1905)
  - Enochrus arayeris García & Jiménez-Ramos, 2020
  - Enochrus arcorax Hebauer, 1995
  - Enochrus aridus Gundersen, 1977
  - Enochrus atlantis Orchymont, 1943
  - Enochrus auroralis Hebauer, 2002
  - Enochrus baliemus Hebauer, 2001
  - Enochrus balkei Hebauer, 2001
  - Enochrus barituensis Fernández, 2006
  - Enochrus bartletti Short, 2004
  - Enochrus bechynei J. Balfour-Browne, 1959
  - Enochrus belloi García & Jiménez-Ramos, 2020
  - Enochrus blatchleyi (Fall, 1924)
  - Enochrus brunnescens Hebauer, 2001
  - Enochrus californicus (Horn, 1890)
  - Enochrus capucinus Hebauer, 1988
  - Enochrus cassidiformis Hebauer, 2001
  - Enochrus cinctus (Say, 1824)
  - Enochrus circumcinctus (Bruch, 1915)
  - Enochrus circumductus Régimbart, 1905
  - Enochrus claudei Orchymont, 1925
  - Enochrus coarctatus (Gredler, 1863)
  - Enochrus consors (LeConte, 1863)
  - Enochrus consortus Green, 1946
  - Enochrus costaricensis Short, 2005
  - Enochrus cristatus (LeConte, 1855)
  - Enochrus debilis (Sharp, 1882)
  - Enochrus deserticola (Blackburn, 1896)
  - Enochrus ellipsoideus (Régimbart, 1907)
  - Enochrus elongatulus (W.J. Macleay, 1871)
  - Enochrus esuriens (Walker, 1858)
  - Enochrus eubenangeei Watts, 1998
  - Enochrus excisus Knisch, 1924
  - Enochrus eyrensis (Blackburn, 1895)
  - Enochrus fijiensis Short, 2010
  - Enochrus fimbriatus (Melsheimer, 1844)
  - Enochrus fittkaui Fernández, 1988
  - Enochrus flavicans (Régimbart, 1903)
  - Enochrus forficuloides Hebauer, 2001
  - Enochrus fosteri Hebauer, 2003
  - Enochrus fragilis (Sharp, 1890)
  - Enochrus fretus Orchymont, 1932
  - Enochrus frieseri Hebauer, 2003
  - Enochrus furculus J. Balfour-Browne, 1958
  - Enochrus gaggermeieri Hebauer, 1995
  - Enochrus grossi Short, 2003
  - Enochrus guarani Fernández, 1988
  - Enochrus haroldi (Sharp, 1884)
  - Enochrus hartmanni Hebauer, 1998
  - Enochrus hendrichi Hebauer, 2001
  - Enochrus hesperidum Sharp, 1870
  - Enochrus icterus Knisch, 1924
  - Enochrus interruptus Gundersen, 1977
  - Enochrus isabellae Watts, 1998
  - Enochrus ituriensis Hebauer, 2001
  - Enochrus japonicus (Sharp, 1873)
  - Enochrus lampros Knisch, 1924
  - Enochrus latus Kuwert, 1888
  - Enochrus lavatus Hebauer, 1999
  - Enochrus leileri Hebauer, 2002
  - Enochrus liberianus Hebauer, 2002
  - Enochrus limbourgi Jia & Lin, 2015
  - Enochrus loebli Bameul, 1986
  - Enochrus longus García & Jiménez-Ramos, 2020
  - Enochrus lorenzi Hebauer, 1995
  - Enochrus lucens Hebauer, 2003
  - Enochrus maculiceps (W.J. Macleay, 1871)
  - Enochrus malabarensis (Régimbart, 1903)
  - Enochrus manglaris García & Jiménez-Ramos, 2020
  - Enochrus marginalis Hebauer, 2001
  - Enochrus mauritiensis (Régimbart, 1903)
  - Enochrus melanthus Orchymont, 1943
  - Enochrus melinus Hebauer, 2001
  - Enochrus meracus J. Balfour-Browne, 1952
  - Enochrus mergus Hebauer, 2001
  - Enochrus merops J. Balfour-Browne, 1958
  - Enochrus mesopotamiae (Kuwert, 1890)
  - Enochrus metacarina Short, 2005
  - Enochrus minusculus Orchymont, 1925
  - Enochrus misionensis Fernández, 1988
  - Enochrus morenae (Heyden, 1870)
  - Enochrus musculus Hebauer, 2001
  - Enochrus nabiricus Hebauer, 2001
  - Enochrus natalensis (Gemminger & Harold, 1868)
  - Enochrus neglectus Hebauer, 2001
  - Enochrus negrus Gundersen, 1977
  - Enochrus nigerianus Hebauer, 2002
  - Enochrus nigritus (Sharp, 1872)
  - Enochrus nigropiceus (Motschulsky, 1861)
  - Enochrus nitiduloides (Kuwert, 1888)
  - Enochrus nitidulus (Kuwert, 1888)
  - Enochrus nitidus J. Balfour-Browne, 1959
  - Enochrus obscurus (Sharp, 1882)
  - Enochrus obsoletus (Bruch, 1915)
  - Enochrus ochraceus (Melsheimer, 1844)
  - Enochrus oviformis Orchymont, 1943
  - Enochrus pallidus (M. García, 2000)
  - Enochrus paniaicus Hebauer, 2001
  - Enochrus paraensis Fernández, 1997
  - Enochrus pendleburyi Orchymont, 1927
  - Enochrus peninsularis García & Jiménez-Ramos, 2020
  - Enochrus perssoni Hebauer, 2002
  - Enochrus petersenae J. Balfour-Browne, 1958
  - Enochrus picinus (Régimbart, 1903)
  - Enochrus pileti Hebauer, 1995
  - Enochrus pseudesuriens Jia, Fenglong & Yun Wang, 2010
  - Enochrus pseudochraceus Gundersen, 1977
  - Enochrus pseudoweiri Watts, 1998
  - Enochrus puetzi Hebauer, 1995
  - Enochrus punctipalpus Short, 2004
  - Enochrus pusilli García & Jiménez-Ramos, 2020
  - Enochrus pygmaeus (Fabricius, 1792)
  - Enochrus ragusae (Kuwert, 1888)
  - Enochrus regimbarti Zaitzev, 1908
  - Enochrus rivalis Short, 2005
  - Enochrus robustus Fernández, 2006
  - Enochrus rocchii Hebauer, 2002
  - Enochrus ruber Hebauer, 2001
  - Enochrus rubidus Knisch, 1924
  - Enochrus rufulus (Régimbart, 1903)
  - Enochrus rutilus J. Balfour-Browne, 1958
  - Enochrus samae Watts, 1998
  - Enochrus satomii Nakane & Matsui, 1986
  - Enochrus sauteri Orchymont, 1913
  - Enochrus sayi Gundersen, 1977
  - Enochrus schawalleri Hebauer, 1991
  - Enochrus seriellus Hebauer, 2001
  - Enochrus sharpi Gundersen, 1977
  - Enochrus shepardi Short, 2005
  - Enochrus spangleri Santiago-Fragoso & Mejorada-Gomez, 1995
  - Enochrus sublongus (Fall, 1926)
  - Enochrus tetraspilus Régimbart, 1903
  - Enochrus torito Short, 2005
  - Enochrus toro Short, 2005
  - Enochrus tritus (Broun, 1880)
  - Enochrus tropicus (Kirsch, 1871)
  - Enochrus uellensis J. Balfour-Browne, 1959
  - Enochrus uniformis (Sharp, 1884)
  - Enochrus venezuelensis Fernández, 1988
  - Enochrus vilis (Sharp, 1884)
  - Enochrus vulgaris (Steinheil, 1869)
  - Enochrus waterhousei Blair, 1933
  - Enochrus weiri Watts, 1998
  - Enochrus wollastoni (Sharp, 1870)
  - Enochrus yamuranus Hebauer, 2001
- podrodzaj: incertae sedis
  - Enochrus algarum Jia, Fenglong & Short, 2013
  - †Enochrus innovatus (Théobald, 1937)
  - †Enochrus lapsus Zhang & Jun-Feng, 1989
  - †Enochrus pleistocenicus (Łomnicki, 1894)
  - †Enochrus primaevus (Scudder, 1876)
  - †Enochrus scudderi (Wickham, 1909)
  - †Enochrus striatus Théobald, 1937